# Бабинское (озеро, Киришский район)
Бабинское — озеро в Ленинградской области, на территории Кусинского сельского поселения в западной части Киришского района.
Расположено в болоте Соколий Мох на высоте 47,3 м. Из озера берёт начало ручей Бабинский, впадающий в Оломну.